# Ayrespeed
Ayrespeed, zuvor Brookland Motor Company, war ein britischer Hersteller von Automobilen.

## Unternehmensgeschichte
Der Autor Iain Ayre gründete 1993 das Unternehmen Brookland Motor Company im Londoner Stadtteil Kensington. Er begann mit der Produktion von Automobilen und Kits. Der Markenname lautete zunächst Brookland. 1994 erfolgte eine Umfirmierung in Ayrespeed. Das wurde auch der neue Markenname. 1998 endete die Produktion. Insgesamt entstanden etwa vier Exemplare.

## Fahrzeuge

### Markenname Brookland
Das einzige Modell war der Swallow. Dies war ein viersitziger Kleinwagen im Stile der 1960er Jahre mit drei Rädern, von denen sich das einzelne Rad hinten befand. Das Fahrgestell war aus Stahl. Viele Teile kamen vom Mini. Dieses Modell blieb ein Einzelstück.

### Markenname Ayrespeed
Das einzige Modell war der Six. Dies war die Nachbildung eines Jaguar XK 120 als Roadster. Die Basis bildete der Jaguar XJ 6. Hiervon entstanden etwa drei Exemplare.